# کریستین کلمنسون
کریستین کلمنسون (به انگلیسی: Christian Clemenson) (زاده ۱۷ مارس ۱۹۵۸) بازیگر آمریکایی است.
از فیلم‌های معروف او می‌توان به بازی در فیلم‌های قهرمان، جو یانگ نیرومند، گمشده و پیداشده، نفوذ بد و ساختن آقای مطلوب اشاره کرد.